# Artemio Franchi
Artemio Franchi (Florència, 22 de gener de 1922 - Siena, 12 d'agost de 1983) fou un dirigent futbolístic italià.
Fou president de la Federació Italiana de Futbol (en els períodes 1967-1976 i 1978-1980), i president de la UEFA entre 1972 i 1983. També fou membre del comitè executiu de la FIFA entre 1974 i 1983.
Va morir en un accident de trànsit, a prop de Siena el 12 d'agost de 1983.

## Reconeixements
- Els estadis de Florència (on juga l'ACF Fiorentina) i de Siena (on juga l'AC Siena) porten el seu nom.
- El torneig Copa Artemio Franchi, precursor de l'actual Copa Confederacions de la FIFA es disputà en dues ocasions el 1985 i 1993.
- També porta el seu nom el torneig futbolístic amistós Memorial Artemio Franchi creat l'any 2008.